# Jan Visser jr.
Jan Visser jr. (Groningen, 18 oktober 1856 – Aerdenhout, 3 december 1938) was een Nederlands kunstschilder. Hij werd vooral bekend door zijn kleurige bloemstillevens.

## Leven en werk
Visser volgde teken- en schildersopleidingen aan de Academie Minerva in Groningen, de Rijksakademie van Beeldende Kunsten in Amsterdam en de Rijksnormaalschool voor Teekenonderwijzers, ook in Amsterdam. Later was hij leerling van Johannes Hinderikus Egenberger. Hij woonde en werkte respectievelijk in Groningen, Amsterdam, Abcoude en Zandvoort. Van beroep was hij tekenleraar en later waarnemend directeur op de Rijksnormaalschool voor Teekenonderwijzers, waar hij tal van jonge kunstschilders opleidde, waaronder Leo Gestel, David Bueno de Mesquita, Johan Herman Isings, Bernard F. Eilers, Hugo Polderman, Jan Ponstijn, Georg Rueter Gerard Johan Staller, Willem Knip, André Vlaanderen, Bart Peizel en Chris Lebeau.
Visser maakte vooral naam als schilder van kleurige bloemstillevens, maar maakte ook landschappen, portretten en figuren, steeds in een aan het impressionisme verwante stijl. Hij was een veelzijdig kunstenaar en werkte ook als lithograaf, tekenaar, omgevingskunstenaar en boetseerder.
Visser overleed in 1938 op 82-jarige leeftijd. Zijn werk is onder andere te zien in het Frans Hals Museum te Haarlem.

## Galerij

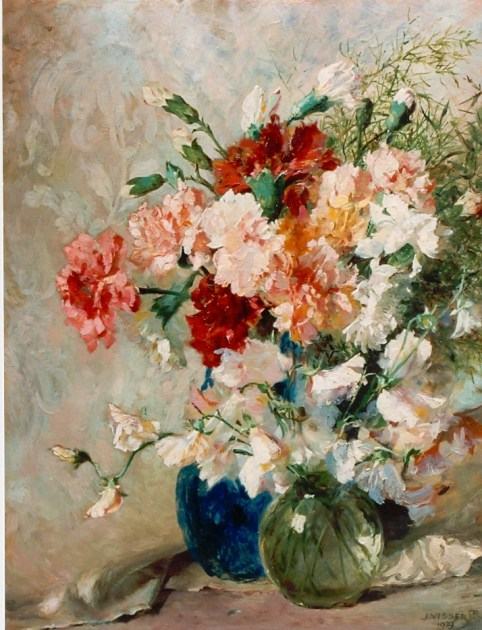
Blauwe en groene vaas met boeket
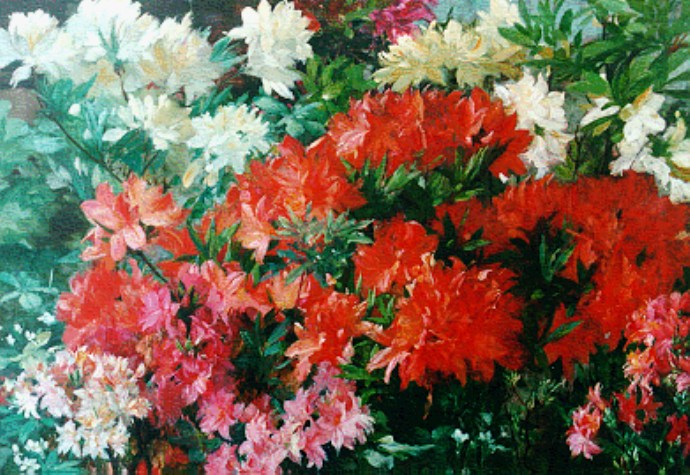
Bloeiende rhododendrons
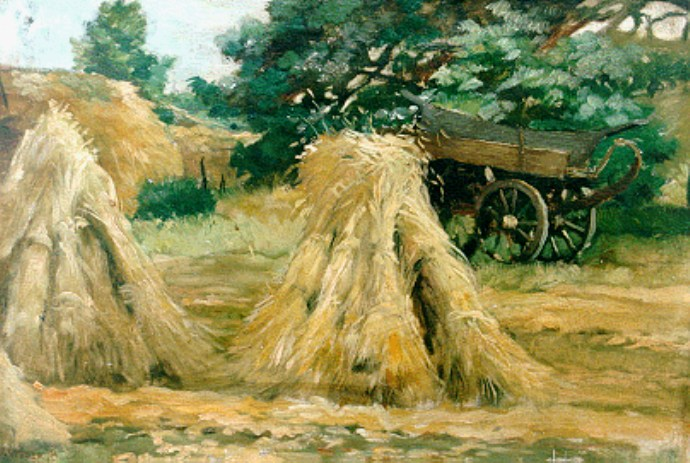
Korenschoven
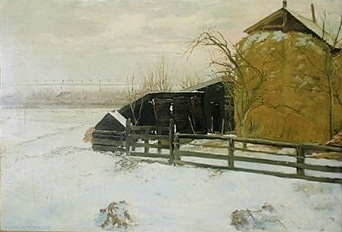
Boerderij bij Abcoude